# Rezerwat przyrody Piskorzeniec
Rezerwat przyrody „Piskorzeniec” – rezerwat torfowiskowy w gminie Przedbórz (powiat radomszczański, województwo łódzkie), bezpośrednio przy granicy województwa świętokrzyskiego, na południe od miejscowości Piskorzeniec. Znajduje się na terenie Przedborskiego Parku Krajobrazowego oraz obszaru siedliskowego sieci Natura 2000 „Ostoja Przedborska” PLH260004. Zajmuje powierzchnię 431,96 ha (akt powołujący podawał 409,19 ha).
Rezerwat został ustanowiony zarządzeniem nr 402 Ministra Ochrony Środowiska, Zasobów Naturalnych i Leśnictwa z dnia 26 listopada 1990 roku (M.P. Nr 48, poz. 366). Został utworzony w celu zachowania naturalnych biocenoz torfowiskowych i leśnych, z licznymi gatunkami chronionymi oraz rzadkimi gatunkami roślin i zwierząt, jak też swoistych cech krajobrazu Wyżyny Przedborskiej.

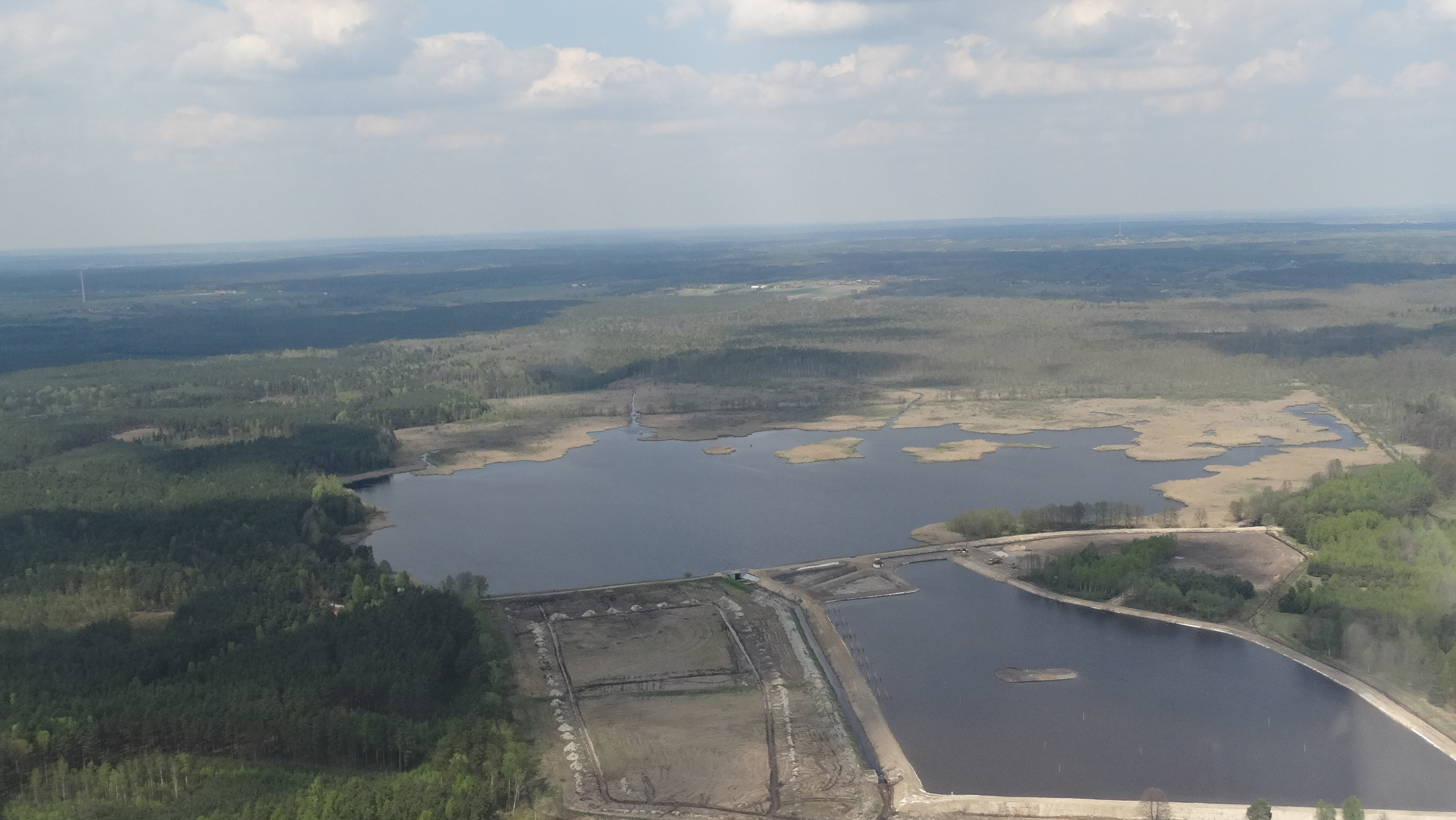
Staw Duży w środku zdjęcia; u dołu widoczne przylegające do rezerwatu stawy rybne, z dwóch stawów po lewej spuszczono wodę

Rezerwat „Piskorzeniec” położony jest w północnej części uroczyska o tej samej nazwie, w dorzeczu rzeki Czarnej Pilczyckiej – jednego z większych prawych dopływów Pilicy. Obszar  rezerwatu jest równinny i leży na wysokości od 225 do 228 m n.p.m. Obejmuje on torfowiska otwarte i porosłe lasem, a także dwa stawy: prawie całkowicie zarośnięty szuwarami „Bolesław” oraz staw „Duży” o powierzchni lustra wody około 45 ha. „Piskorzeniec” jest ostatnim miejscem w dorzeczu Pilicy, gdzie na dużych obszarach zachowały się rozległe, niezalesione kompleksy torfowisk. Na terenie rezerwatu występuje kilka zespołów leśnych i zaroślowych oraz kilkanaście zespołów turzycowych i szuwarowych – turzyca bagienna i strunowa. Występuje tu także znajdująca się pod całkowitą ochroną wierzba borówkolistna, relikt na torfowisku, gatunek bardzo rzadki w Polsce.
Świat zwierzęcy rezerwatu jest bardzo bogaty. Występuje tu 10 gatunków płazów (m.in. żaba moczarowa, ropucha szara, traszka zwyczajna, ropucha zielona, kumak nizinny, rzekotka drzewna) oraz 5 gatunków gadów (żmija zygzakowata, padalec, jaszczurka zwinka, jaszczurka żyworodna i zaskroniec zwyczajny). Spośród ssaków żyją tu m.in. dziki, sarny, łosie oraz bardzo licznie reprezentowane bobry. Awifaunę reprezentuje około 110 gatunków, m.in. bąk, łabędź niemy, żuraw, cietrzew, rycyk, kruk, słonka, remiz, dziwonia, błotniak stawowy, bocian biały, bocian czarny, czapla siwa, zimorodek; zalatuje tu bielik.
Jest to największy rezerwat na terenie Nadleśnictwa Przedbórz; w zarządzie nadleśnictwa pozostaje 301,43 ha (w tym 200,08 ha powierzchni leśnej), natomiast pozostałe 130,53 ha (staw „Duży” i „Bolesław”) było zarządzane przez Agencję Nieruchomości Rolnych (w 2017 roku przekształcona w Krajowy Ośrodek Wsparcia Rolnictwa).
Według obowiązującego planu ochrony ustanowionego w 2011 roku, obszar rezerwatu objęty jest ochroną czynną.